# 노미스마

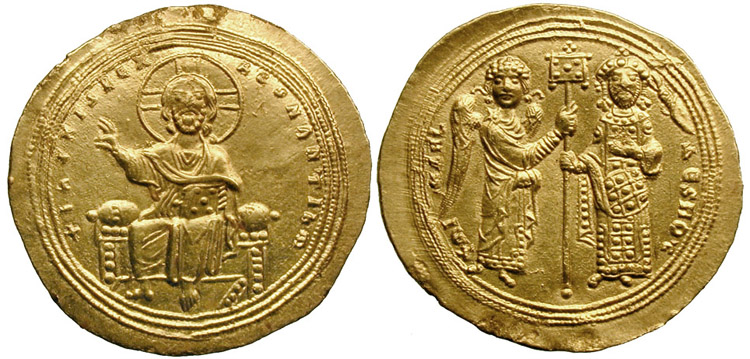

노미스마(νόμισμα)는 고대 그리스어로 "돈"을 의미하며, 같은 언어 노모스(νόμος)에서 유래되었다. 비잔티움 제국에서는 이 용어가 솔리두스 금화를 의미하는 말로 쓰였다. 콘스탄티누스 대제가 화폐개혁을 단행한 뒤의 정상적인 노미스마 금화는 4.48그램의 금을 함유하고 있었다. 이 주화는 이후 일천여 년간 비잔티움 화폐제도의 기초였으며, 중세 내내 가장 믿을 만한 화폐로서 11세기 중반경까지 전 유럽과 지중해 세계 무역에서 인정받았다. 제국의 중기 이후에는 히페르피론(hyperpyron)으로 그 이름이 바뀌었다.
현대 그리스에서는 "통화"를 의미한다.

## 같이 보기
- 아리스토텔레스
- 화폐학